# Schlesische AG für Bergbau und Zinkhüttenbetrieb
Schlesische AG für Bergbau und Zinkhüttenbetrieb (w skrócie: Schlesag) - spółka założoną we Wrocławiu w 1853 roku w celu wydobywania rud i węgla oraz wytapiania i przetwarzania rud.

## Historia
Firma została założona 28 września 1853 roku przez bankierów Gustava von Ruffera, Louisa Courvoisiera, Friedricha Eduarda von Löbbecke i Guido Henckela von Donnersmarcka i posiadała kapitał emisyjny w wysokości pięciu milionów talarów, który, jednakże nie został sporządzony w całości.
Początkowo spółka była właścicielem kopalni galmanu „Theresia”, połowy kopalni „Apfel”, huty cynku „Thurzo” koło Königshütte i „Pauls” koło Katowic oraz walcowni cynku „Marthahütte”. Trzon przedsiębiorstwa stanowiła jednak Huta Cynku Surowego „Śląsk I do III” w Lipinach, która od 1876 roku była jednocześnie siedzibą Spółki Akcyjnej. Dzięki niej Schlesag był w stanie wyprodukować 6200 ton surowego cynku i 3550 ton blachy cynkowej rocznie.
Ponieważ jednak brakowało niezbędnego zaplecza energetycznego, w latach 1855-1860 zakupiono liczne małe kopalnie węgla, które później połączono w kopalnie Mathilde i Karsten-Zentrum (w fundusz od 1872 r.). Niedostateczną bazę surowcową poprawiono także poprzez zakup znacznych udziałów w kopalniach galmanu „Scharley”, „Wilhelmine”, „Cäcilie”, „Neue Helene” i „Wilhelmsglück”. Akcje te były warte 12 milionów marek, dlatego konieczne było podwyższenie kapitału. Choć tego drugiego pakietu akcji nie udało się wyemitować w całości, łączny kapitał Schlesagu w 1856 r. wynosił 23,5 mln marek.
Już w latach 1858/59 firma zainwestowała w walcownię cynku, aby móc oferować blachy o różnych kształtach i wymiarach. W 1877 roku AG kupiła walcownię cynku Humboldt w Kolonii-Kalk, aby przetwarzać surowy cynk nie tylko śląski, ale także belgijski i nadreński na rynek zachodnioniemiecki.
W celu polepszenia bazy, z której pochodziły surowcowe w 1899 roku zakupiono większość udziałów w kopalni rudy w środkowej Szwecji i Kuxe od węgierskiego przedsiębiorstwa wydobywającego rudę. Później dodano większe udziały w „Société Métallurgique de Lommel” w Belgii i „Aktiengesellschaft der Austro-Węgier Zinkwalzwerke” w Oderfurcie.
W 1908 roku Guido Henckel Donnersmarck sprzedał andaluzyjską kopalnię i dwór Kamin firmie Schlesag, która musiała podnieść swój kapitał zakładowy o kolejne 3,5 miliona marek. Ponieważ nowa kopalnia początkowo wydobywała niewielką ilość węgla kamiennego, dywidenda wypłacana przez Schlesag spadła z 21% (1907) do 14% (1908 i 1909), jednak szybko odzyskała siły (20% z 1912 r.).
Podobnie jak wiele innych przedsiębiorstw przemysłowych, Schlesag został podzielony na spółkę niemiecką i polską (Śląskie Kopalnie i Cynkownie S.A.) w wyniku podziału Górnego Śląska w latach 1921/22. Niemiecka część miała siedzibę w Bytomiu, polska w Katowicach. Z kopalń węgla kamiennego pozostała jedynie kopalnia Karsten Center na zachodnim Górnym Śląsku w Niemczech; Andaluzja i Matylda przypadły Polsce. Kopalnia rud cynku i ołowiu „Cecilie” przeszła do Polski, natomiast „Jenny-Otto”, „Fiedlers Glück” i „Wilhelmsglück” pozostały w Niemczech. W hutach i walcowniach istniały także podziały: od 1922 r. na wschodnim Górnym Śląsku znajdował się Śląsk i Kunigunde, a na zachodnim Górnym Śląsku walcownie Jedlitze i Ohlau. Odnosząc się do akcjonariuszy, należy zauważyć, że na Zachodzie zaangażowani byli darczyńcy z Niemiec i Szwajcarii, podczas gdy większość polskiego oddziału należała do inwestorów francuskich.
Po zajęciu Polski przez wojska niemieckie w czasie II wojny światowej (niemiecki) Schlesag przejął trzy huty cynku, dwie walcownie cynku, zakład elektrolizy cynku i wspomniane już kopalnie węgla kamiennego ze wschodniego Górnego Śląska. Chociaż w tej polskiej firmie istniał aż 85% kapitał francuski, akcjonariusze ci byli pod tak dużą presją, że sprzedali znaczną część swojego majątku niemieckiemu Schlesagowi. 16 czerwca 1943 obie części kompanii zostały „zjednoczone” w „nowym” Schlesagu. Dominowały w nim trzy grupy kapitałowe: górnośląska (Donnersmarck), zachodnioniemiecka (Metallgesellschaft, Bankhaus Delbrück-Schindler i rodzina Ratjen) oraz francusko-belgijska. Schlesag przejął połowę walcowni w Welnow od Zakładów Hohenlohego, wraz ze Towarzystwem Górniczym Spadkobierców Georga von Giesche, jedynego pozostałego konkurenta w branży cynku. W czasie okupacji Polski majątek węglowy Hohenloheów przypadł Reichswerke Hermann Göring.
W 1945 roku pozbawiona śląskiej części majątku firma przeniosła swoją siedzibę najpierw do Berlina, a w 1947 roku do Brunszwiku. W 1971 roku został całkowicie przejęty przez „Metallgesellschaft”.